# Стрибки у воду на літніх Олімпійських іграх 2024 — кваліфікація
У змаганнях зі стрибків у воду на літніх Олімпійських іграх 2024 року за результатами кваліфікації зможуть взяти участь 136 спортсменів (68 чоловіків та 68 жінок), які змагатимуться за 8 комплектів нагород. Кожну країну можуть представляти двоє спортсменів в індивідуальних стрибках та по одному дуету у синхронних стрибках. Квоти одержують національні олімпійські комітети, а не конкретні спортсмени, які їх здобули. Усі учасники змагань мають бути старші 14 років станом на 31 грудня 2023 року, а також взяти участь у різних міжнародних змаганнях, які схвалила Міжнародна федерація плавання.

## Правила кваліфікації
Кваліфікаційні місця в індивідуальних змаганнях будуть розподілені так:
- 12 найкращих стрибунів у кожному індивідуальному змаганні на Чемпіонаті світу з водних видів спорту 2023 року у Фукуоці, Японія.
- 5 переможців континентальних кваліфікаційних турнірів (Африка, Америка, Азія, Європа та Океанія)
- 12 найкращих стрибунів за результатами Чемпіонату світу з водних видів спорту 2024 року, що має відбутися з 2 по 18 лютого в Досі, Катар, дотримуючись ліміту у дві квоти від кожного НОК і не перевищуючи загальну квоту 136 осіб.
- Перерозподіл – за підсумками Чемпіонату світу з водних видів спорту 2024 року стрибунам, які посіли тринадцяте місце та нижче у відповідних індивідуальних змаганнях, будуть надані додаткові місця, з дотриманням ліміту у дві квоти від кожного НОК, доти, доки не буде вичерпано загальну квоту 136 спортсменів.
- Як країні-господарці Франції гарантовано чотири чоловічі та чотири жіночі місця для участі в кожному з індивідуальних змагань.

У кожному змаганні із синхронних стрибків у воду беруть участь вісім команд, відібраних так:
- 3 найкращих дуети на Чемпіонаті світу з водних видів спорту 2023 року у Фукуоці, Японія.
- 4 найкращі дуети за результатами Чемпіонату світу з водних видів спорту 2024 року, що триватиме з 2 по 18 лютого в Досі, Катар
- 1 квотне місце зарезервовано для країни-господарки Франції. Якщо Франція на одному з чемпіонатів світу здобуде квоту для участі в будь-якому змаганні із синхронних стрибків, то наступна за чергою команда у цьому змаганні отримає квотне місце для участі в олімпійському турнірі[1][2].

## Кваліфікаційні змагання
| Дисципліна                                                  | Дата                       | Місце    |
| ----------------------------------------------------------- | -------------------------- | -------- |
| Європейські ігри 2023                                       | 22–28 червня 2023          | Ряшів    |
| Чемпіонат світу з водних видів спорту 2023                  | 14–22 липня 2023           | Фукуока  |
| Азійські ігри 2022                                          | 23 вересня–8 жовтня 2023   | Ханчжоу  |
| Панамериканські ігри 2023                                   | 20–25 жовтня 2023          | Сантьяго |
| Чемпіонат Океанії зі стрибків у воду 2023                   | 30 листопада–1 грудня 2023 | Брисбен  |
| Африканський кваліфікаційний турнір зі стрибків у воду 2023 | 18–20 грудня 2023          | Дурбан   |
| Чемпіонат світу з водних видів спорту 2024                  | 2–10 лютого 2024           | Доха     |
| Перерозподіл невикористаних квот                            | Червень 2024               | —        |

## Країни, що кваліфікувалися
| Країна                         | Синхронні стрибки | Синхронні стрибки | Синхронні стрибки | Синхронні стрибки | Індивідуальні стрибки | Індивідуальні стрибки | Індивідуальні стрибки | Індивідуальні стрибки | Загалом | Загалом     |
| Країна                         | 3 м чоловіки      | 10 м чоловіки     | 3 м жінки         | 10 м жінки        | 3 м чоловіки          | 10 м чоловіки         | 3 м жінки             | 10 м жінки            | Квоти   | Спортсменів |
| ------------------------------ | ----------------- | ----------------- | ----------------- | ----------------- | --------------------- | --------------------- | --------------------- | --------------------- | ------- | ----------- |
| Австралія (AUS)                | Н/Д               | Так               | Так               | Н/Д               | 1                     | 2                     | 2                     | 2                     | 9       | 9           |
| Австрія (AUT)                  | Н/Д               | Н/Д               | Н/Д               | Н/Д               |                       | 1                     |                       |                       | 1       | 1           |
| Бразилія (BRA)                 | Н/Д               | Н/Д               | Н/Д               | Н/Д               |                       | 1                     |                       | 1                     | 2       | 2           |
| Канада (CAN)                   | Н/Д               | Так               | Н/Д               | Так               |                       | 2                     | 1                     | 2                     | 7       | 5           |
| Китай (CHN)                    | Так               | Так               | Так               | Так               | 2                     | 2                     | 2                     | 2                     | 12      | 10          |
| Колумбія (COL)                 | Н/Д               | Н/Д               | Н/Д               | Н/Д               | 2                     | 1                     |                       |                       | 3       | 3           |
| Куба (CUB)                     | Н/Д               | Н/Д               | Н/Д               | Н/Д               |                       |                       | 2                     | 1                     | 3       | 2           |
| Домініканська Республіка (DOM) | Н/Д               | Н/Д               | Н/Д               | Н/Д               | 2                     |                       |                       | 1                     | 3       | 3           |
| Єгипет (EGY)                   | Н/Д               | Н/Д               | Н/Д               | Н/Д               | 1                     | 1                     | 1                     | 1                     | 4       | 4           |
| Франція (FRA)                  | Так               | Так               | Так               | Так               | 2                     |                       |                       |                       | 6       | 9           |
| Німеччина (GER)                | Н/Д               | Так               | Так               | Н/Д               | 2                     | 1                     | 2                     | 2                     | 9       | 9           |
| Велика Британія (GBR)          | Так               | Так               | Так               | Так               | 2                     | 2                     | 2                     | 2                     | 12      | 11          |
| Ірландія (IRL)                 | Н/Д               | Н/Д               | Н/Д               | Н/Д               | 1                     |                       |                       | 1                     | 2       | 2           |
| Італія (ITA)                   | Так               | Н/Д               | Так               | Н/Д               | 2                     | 2                     | 2                     | 2                     | 10      | 8           |
| Ямайка (JAM)                   | Н/Д               | Н/Д               | Н/Д               | Н/Д               | 1                     |                       |                       |                       | 1       | 1           |
| Японія (JPN)                   | Н/Д               | Н/Д               | Н/Д               | Н/Д               | 1                     | 1                     | 2                     | 1                     | 5       | 5           |
| Латвія (LAT)                   | Н/Д               | Н/Д               | Н/Д               | Н/Д               |                       |                       |                       | 1                     | 1       | 1           |
| Малайя (MAL)                   | Н/Д               | Н/Д               | Н/Д               | Н/Д               |                       | 1                     | 1                     |                       | 2       | 2           |
| Мексика (MEX)                  | Так               | Так               | Н/Д               | Так               | 2                     | 2                     | 2                     | 2                     | 11      | 9           |
| Нідерланди (NED)               | Н/Д               | Н/Д               | Н/Д               | Н/Д               |                       |                       |                       | 1                     | 1       | 1           |
| Нова Зеландія (NZL)            | Н/Д               | Н/Д               | Н/Д               | Н/Д               |                       |                       | 1                     |                       | 1       | 1           |
| Північна Корея (PRK)           | Н/Д               | Н/Д               | Н/Д               | Так               |                       | 1                     |                       | 1                     | 3       | 3           |
| Норвегія (NOR)                 | Н/Д               | Н/Д               | Н/Д               | Н/Д               |                       |                       | 1                     |                       | 1       | 1           |
| Польща (POL)                   | Н/Д               | Н/Д               | Н/Д               | Н/Д               |                       | 1                     |                       |                       | 1       | 1           |
| Пуерто-Рико (PUR)              | Н/Д               | Н/Д               | Н/Д               | Н/Д               |                       |                       |                       | 1                     | 1       | 1           |
| Південна Корея (KOR)           | Н/Д               | Н/Д               | Н/Д               | Н/Д               | 2                     | 2                     | 1                     | 1                     | 6       | 6           |
| ПАР (RSA)                      | Н/Д               | Н/Д               | Н/Д               | Н/Д               |                       |                       | 1                     |                       | 1       | 1           |
| Іспанія (ESP)                  | Так               | Н/Д               | Н/Д               | Н/Д               |                       |                       | 1                     | 1                     | 3       | 4           |
| Швеція (SWE)                   | Н/Д               | Н/Д               | Н/Д               | Н/Д               |                       |                       | 1                     |                       | 1       | 1           |
| Україна (UKR)                  | Так               | Так               | Так               | Так               |                       | 1                     | 1                     | 1                     | 7       | 9           |
| США (USA)                      | Так               | Н/Д               | Так               | Так               | 2                     | 1                     | 2                     | 2                     | 10      | 10          |
| Узбекистан (UZB)               | Н/Д               | Н/Д               | Н/Д               | Н/Д               |                       | 1                     |                       |                       | 1       | 1           |
| Загалом: 32 НОК                | 8                 | 8                 | 8                 | 8                 | 25                    | 26                    | 28                    | 29                    | 140     | 136         |

## Синхронні стрибки

### синхронний трамплін, 3 метри (чоловіки)
| Дисципліна                                 | Місця | Країна                | Стрибуни, що кваліфікувались      | Заявлені стрибуни               |
| ------------------------------------------ | ----- | --------------------- | --------------------------------- | ------------------------------- |
| Країна-господарка                          | 1     | Франція (FRA)         | Н/Д                               | Жуль Буєр Алексі Жандар         |
| чемпіонат світу з водних видів спорту 2023 | 3     | Китай (CHN)           | Ван Цзунюань Лун Даої             | Ван Цзунюань Лун Даої           |
| чемпіонат світу з водних видів спорту 2023 | 3     | Велика Британія (GBR) | Ентоні Гардінґ Джек Лафер         | Ентоні Гардінґ Джек Лафер       |
| чемпіонат світу з водних видів спорту 2023 | 3     | США (USA)             | Тайлер Даунс Ґреґ Данкан          | Тайлер Даунс Ґреґ Данкан        |
| Чемпіонат світу з водних видів спорту 2024 | 4     | Італія (ITA)          | Лоренцо Марсалья Джованні Точчі   | Лоренцо Марсалья Джованні Точчі |
| Чемпіонат світу з водних видів спорту 2024 | 4     | Мексика (MEX)         | Родріго Дієго Лопес Осмар Ольвера | Хуан Селая Осмар Ольвера        |
| Чемпіонат світу з водних видів спорту 2024 | 4     | Іспанія (ESP)         | Адріан Абадія Ніколас Гарсія      | Адріан Абадія Ніколас Гарсія    |
| Чемпіонат світу з водних видів спорту 2024 | 4     | Україна (UKR)         | Олег Колодій Данило Коновалов     | Олег Колодій Данило Коновалов   |
| Загалом                                    | 8     |                       |                                   |                                 |

### синхронна вишка, 10 метрів (чоловіки)
| Дисципліна                                 | Місця | Країна                | Стрибуни, що кваліфікувались     | Заявлені стрибуни                |
| ------------------------------------------ | ----- | --------------------- | -------------------------------- | -------------------------------- |
| Країна-господарка                          | 1     | Франція (FRA)         | Н/Д                              | Ґері Гант Луа Шимчак             |
| чемпіонат світу з водних видів спорту 2023 | 3     | Китай (CHN)           | Лянь Цзюньцзє Ян Хао             | Лянь Цзюньцзє Ян Хао             |
| чемпіонат світу з водних видів спорту 2023 | 3     | Мексика (MEX)         | Кевін Берлін Рандал Вільярс      | Кевін Берлін Рандал Вільярс      |
| чемпіонат світу з водних видів спорту 2023 | 3     | Україна (UKR)         | Олексій Середа Кірілл Болюх      | Марк Гриценко Кірілл Болюх       |
| Чемпіонат світу з водних видів спорту 2024 | 4     | Австралія (AUS)       | Кессієл Руссо Домонік Бедгуд     | Кессієл Руссо Домонік Бедгуд     |
| Чемпіонат світу з водних видів спорту 2024 | 4     | Канада (CAN)          | Натан Шомбор-Маррей Райлен Вайнс | Натан Шомбор-Маррей Райлен Вайнс |
| Чемпіонат світу з водних видів спорту 2024 | 4     | Німеччина (GER)       | Тімо Бартель Яден Айкерманн      | Тімо Бартель Яден Айкерманн      |
| Чемпіонат світу з водних видів спорту 2024 | 4     | Велика Британія (GBR) | Том Дейлі Ноа Вільямс            | Том Дейлі Ноа Вільямс            |
| Загалом                                    | 8     |                       |                                  |                                  |

### синхронний трамплін, 3 м (жінки)
| Дисципліна                                 | Місця | Країна                | Стрибунки, що кваліфікувались     | Заявлені стрибуни                 |
| ------------------------------------------ | ----- | --------------------- | --------------------------------- | --------------------------------- |
| Країна-господарка                          | 1     | Франція (FRA)         | Н/Д                               | Наїс Жилле Жульєтт Ланді          |
| чемпіонат світу з водних видів спорту 2023 | 3     | Китай (CHN)           | Чан Яні Чень Ївень                | Чан Яні Чень Ївень                |
| чемпіонат світу з водних видів спорту 2023 | 3     | Велика Британія (GBR) | Ясмін Гарпер Скарлетт М'ю Дженсен | Ясмін Гарпер Скарлетт М'ю Дженсен |
| чемпіонат світу з водних видів спорту 2023 | 3     | Італія (ITA)          | Елена Бертоккі К'яра Пеллакані    | Елена Бертоккі К'яра Пеллакані    |
| Чемпіонат світу з водних видів спорту 2024 | 4     | Австралія (AUS)       | Анабель Сміт Меддісон Кіні        | Анабель Сміт Меддісон Кіні        |
| Чемпіонат світу з водних видів спорту 2024 | 4     | Німеччина (GER)       | Лена Гентшель Єтте Мюллер         | Лена Гентшель Єтте Мюллер         |
| Чемпіонат світу з водних видів спорту 2024 | 4     | Україна (UKR)         | Ганна Письменська Вікторія Кесарь | Ганна Письменська Вікторія Кесарь |
| Чемпіонат світу з водних видів спорту 2024 | 4     | США (USA)             | Кріста Палмер Елісон Ґібсон       | Кессіді Кук Сара Бейкон           |
| Загалом                                    | 8     |                       |                                   |                                   |

### синхронна вишка, 10 метрів (жінки)
| Дисципліна                                 | Місця | Країна                | Стрибунки, що кваліфікувались       | Заявлені стрибуни                   |
| ------------------------------------------ | ----- | --------------------- | ----------------------------------- | ----------------------------------- |
| Країна-господарка                          | 1     | Франція (FRA)         | Н/Д                                 | жад Жилле Емілі Алліфакс            |
| чемпіонат світу з водних видів спорту 2023 | 3     | Китай (CHN)           | Чень Юйсі Цюань Хунчань             | Чень Юйсі Цюань Хунчань             |
| чемпіонат світу з водних видів спорту 2023 | 3     | Велика Британія (GBR) | Андреа Спендоліні-Сіріє Луїс Тулсон | Андреа Спендоліні-Сіріє Луїс Тулсон |
| чемпіонат світу з водних видів спорту 2023 | 3     | США (USA)             | Ділейні Шнелл Джессіка Парратто     | Джессіка Парратто Ділейні Шнелл     |
| Чемпіонат світу з водних видів спорту 2024 | 4     | Канада (CAN)          | Келі Маккей Кейт Міллер             | Келі Маккей Кейт Міллер             |
| Чемпіонат світу з водних видів спорту 2024 | 4     | Мексика (MEX)         | Габріела Агундес Алехандра Ороско   | Габріела Агундес Алехандра Ороско   |
| Чемпіонат світу з водних видів спорту 2024 | 4     | Північна Корея (PRK)  | Кім Мі Ре Чін Мі Джо                | Кім Мі Ре Чін Мі Джо                |
| Чемпіонат світу з водних видів спорту 2024 | 4     | Україна (UKR)         | Ксенія Байло Софія Лискун           | Ксенія Байло Софія Лискун           |
| Загалом                                    | 8     |                       |                                     |                                     |

## Індивідуальні стрибки

### трамплін, 3 метри (чоловіки)
| Дисципліна                                                  | Місця | Країна                         | Стрибун, що кваліфікувався | Заявлений стрибун   |
| ----------------------------------------------------------- | ----- | ------------------------------ | -------------------------- | ------------------- |
| чемпіонат світу з водних видів спорту 2023                  | 12    | Китай (CHN)                    | Лун Даої                   | Сє Сиї              |
| чемпіонат світу з водних видів спорту 2023                  | 12    | Китай (CHN)                    | Ван Цзунюань               | Ван Цзунюань        |
| чемпіонат світу з водних видів спорту 2023                  | 12    | Колумбія (COL)                 | Даніель Рестрепо           | Даніель Рестрепо    |
| чемпіонат світу з водних видів спорту 2023                  | 12    | Німеччина (GER)                | Ларс Рюдіґер               | Ларс Рюдіґер        |
| чемпіонат світу з водних видів спорту 2023                  | 12    | Німеччина (GER)                | Моріц Веземанн             | Моріц Веземанн      |
| чемпіонат світу з водних видів спорту 2023                  | 12    | Велика Британія (GBR)          | Даніель Гудфеллоу          | Джек Лафер          |
| чемпіонат світу з водних видів спорту 2023                  | 12    | Італія (ITA)                   | Лоренцо Марсалья           | Лоренцо Марсалья    |
| чемпіонат світу з водних видів спорту 2023                  | 12    | Італія (ITA)                   | Джованні Точчі             | Джованні Точчі      |
| чемпіонат світу з водних видів спорту 2023                  | 12    | Мексика (MEX)                  | Родріго Дієго Лопес        | Кевін Муньйос       |
| чемпіонат світу з водних видів спорту 2023                  | 12    | Мексика (MEX)                  | Осмар Ольвера              | Осмар Ольвера       |
| чемпіонат світу з водних видів спорту 2023                  | 12    | США (USA)                      | Ендрю Капоб'янко           | Ендрю Капоб'янко    |
| чемпіонат світу з водних видів спорту 2023                  | 12    | США (USA)                      | Тайлер Даунс               | Карсон Тайлер       |
| Європейські ігри 2023                                       | 0     | Н/Д                            | Н/Д                        | Н/Д                 |
| Азійські ігри 2022                                          | 0     | Н/Д                            | Н/Д                        | Н/Д                 |
| Панамериканські ігри 2023                                   | 0     | Н/Д                            | Н/Д                        | Н/Д                 |
| Чемпіонат Океанії зі стрибків у воду 2023                   | 1     | Австралія (AUS)                | Лі Шисінь                  | Кертіс Метьюз       |
| Африканський кваліфікаційний турнір зі стрибків у воду 2023 | 1     | Єгипет (EGY)                   | Мохамед Фарук              | Мохамед Фарук       |
| Чемпіонат світу з водних видів спорту 2024                  | 6     | Колумбія (COL)                 | Луїс Урібе                 | Луїс Урібе          |
| Чемпіонат світу з водних видів спорту 2024                  | 6     | Франція (FRA)                  | Жуль Буєр                  | Жуль Буєр           |
| Чемпіонат світу з водних видів спорту 2024                  | 6     | Франція (FRA)                  | Ґвендаль Біш               | Ґвендаль Біш        |
| Чемпіонат світу з водних видів спорту 2024                  | 6     | Велика Британія (GBR)          | Росс Хаслам                | Джордан Гаулден     |
| Чемпіонат світу з водних видів спорту 2024                  | 6     | Японія (JPN)                   | Сакаї Сьо                  | Сакаї Сьо           |
| Чемпіонат світу з водних видів спорту 2024                  | 6     | Південна Корея (KOR)           | У Ха Рам                   | У Ха Рам            |
| Перерозподіл невикористаних квот                            | 5     | Домініканська Республіка (DOM) | Джонатан Рувалькаба        | Джонатан Рувалькаба |
| Перерозподіл невикористаних квот                            | 5     | Ямайка (JAM)                   | Йона Найт-Віздом           | Йона Найт-Віздом    |
| Перерозподіл невикористаних квот                            | 5     | Південна Корея (KOR)           | Ї Чже Гьон                 | Ї Чже Гьон          |
| Перерозподіл невикористаних квот                            | 5     | Ірландія (IRL)                 | Джейк Пассмор              | Джейк Пассмор       |
| Перерозподіл невикористаних квот                            | 5     | Домініканська Республіка (DOM) | Франдьєль Гомес            | Франдьєль Гомес     |
| Загалом                                                     | 25    |                                |                            |                     |

### вишка, 10 метрів (чоловіки)
| Дисципліна                                                  | Місця | Країна                | Стрибун, що кваліфікувався | Заявлений стрибун       |
| ----------------------------------------------------------- | ----- | --------------------- | -------------------------- | ----------------------- |
| чемпіонат світу з водних видів спорту 2023                  | 12    | Австралія (AUS)       | Кессієл Руссо              | Кессієл Руссо           |
| чемпіонат світу з водних видів спорту 2023                  | 12    | Бразилія (BRA)        | Ізаак Соуза                | Ізаак Соуза             |
| чемпіонат світу з водних видів спорту 2023                  | 12    | Канада (CAN)          | Натан Шомбор-Маррей        | Натан Шомбор-Маррей     |
| чемпіонат світу з водних видів спорту 2023                  | 12    | Китай (CHN)           | Лянь Цзюньцзє              | Цао Юань                |
| чемпіонат світу з водних видів спорту 2023                  | 12    | Китай (CHN)           | Ян Хао                     | Ян Хао                  |
| чемпіонат світу з водних видів спорту 2023                  | 12    | Велика Британія (GBR) | Кайл Котарі                | Кайл Котарі             |
| чемпіонат світу з водних видів спорту 2023                  | 12    | Велика Британія (GBR) | Ноа Вільямс                | Ноа Вільямс             |
| чемпіонат світу з водних видів спорту 2023                  | 12    | Японія (JPN)          | Тамаї Рікуто               | Тамаї Рікуто            |
| чемпіонат світу з водних видів спорту 2023                  | 12    | Малайзія (MAS)        | Бертран Родікт Лайсес      | Бертран Родікт Лайсес   |
| чемпіонат світу з водних видів спорту 2023                  | 12    | Мексика (MEX)         | Рандал Вільярс             | Рандал Вільярс          |
| чемпіонат світу з водних видів спорту 2023                  | 12    | Південна Корея (KOR)  | Кім Йон Тхе                | Кім Йон Тхе             |
| чемпіонат світу з водних видів спорту 2023                  | 12    | Україна (UKR)         | Олексій Середа             | Олексій Середа          |
| Європейські ігри 2023                                       | 1     | Німеччина (GER)       | Тімо Бартель               | Тімо Бартель            |
| Азійські ігри 2022                                          | 0     | Н/Д                   | Н/Д                        | Н/Д                     |
| Панамериканські ігри 2023                                   | 0     | Н/Д                   | Н/Д                        | Н/Д                     |
| Чемпіонат Океанії зі стрибків у воду 2023                   | 1     | Австралія (AUS)       | Сем Фрікер                 | Джексон Боушир          |
| Африканський кваліфікаційний турнір зі стрибків у воду 2023 | 1     | Єгипет (EGY)          | Рамез Собхі                | Рамез Собхі             |
| Чемпіонат світу з водних видів спорту 2024                  | 5     | Канада (CAN)          | Райлен Вайнс               | Райлен Вайнс            |
| Чемпіонат світу з водних видів спорту 2024                  | 5     | Мексика (MEX)         | Кевін Берлін               | Кевін Берлін            |
| Чемпіонат світу з водних видів спорту 2024                  | 5     | Польща (POL)          | Роберт Лукашевич           | Роберт Лукашевич        |
| Чемпіонат світу з водних видів спорту 2024                  | 5     | США (USA)             | Брендон Лоск'яво           | Карсон Тайлер           |
| Чемпіонат світу з водних видів спорту 2024                  | 5     | Узбекистан (UZB)      | Ігор Мялін                 | Ігор Мялін              |
| Перерозподіл невикористаних квот                            | 6     | Колумбія (COL)        | Себастьян Вілья            | Алехандро Соларте       |
| Перерозподіл невикористаних квот                            | 6     | Північна Корея (PRK)  | Ім Йон Мьон                | Ім Йон Мьон             |
| Перерозподіл невикористаних квот                            | 6     | Італія (ITA)          | Андреас Сарджент Ларсен    | Андреас Сарджент Ларсен |
| Перерозподіл невикористаних квот                            | 6     | Італія (ITA)          | Ріккардо Джованніні        | Ріккардо Джованніні     |
| Перерозподіл невикористаних квот                            | 6     | Австрія (AUT)         | Антон Кноль                | Антон Кноль             |
| Перерозподіл невикористаних квот                            | 6     | Південна Корея (KOR)  | Син Чон Ві                 | Син Чон Ві              |
| Загалом                                                     | 26    |                       |                            |                         |

### трамплін, 3 метри (жінки)
| Дисципліна                                                  | Місця | Країна                | Стрибунка, що кваліфікувалася | Заявлена стрибунка   |
| ----------------------------------------------------------- | ----- | --------------------- | ----------------------------- | -------------------- |
| чемпіонат світу з водних видів спорту 2023                  | 12    | Австралія (AUS)       | Меддісон Кіні                 | Меддісон Кіні        |
| чемпіонат світу з водних видів спорту 2023                  | 12    | Канада (CAN)          | Памела Вейр                   | Марґо Ерлам          |
| чемпіонат світу з водних видів спорту 2023                  | 12    | Китай (CHN)           | Чан Яні                       | Чан Яні              |
| чемпіонат світу з водних видів спорту 2023                  | 12    | Китай (CHN)           | Чень Ївень                    | Чень Ївень           |
| чемпіонат світу з водних видів спорту 2023                  | 12    | Велика Британія (GBR) | Скарлетт М'ю Дженсен          | Ясмін Гарпер         |
| чемпіонат світу з водних видів спорту 2023                  | 12    | Італія (ITA)          | Елена Бертоккі                | Елена Бертоккі       |
| чемпіонат світу з водних видів спорту 2023                  | 12    | Італія (ITA)          | К'яра Пеллакані               | К'яра Пеллакані      |
| чемпіонат світу з водних видів спорту 2023                  | 12    | Японія (JPN)          | Мікамі Саяка                  | Мікамі Саяка         |
| чемпіонат світу з водних видів спорту 2023                  | 12    | ПАР (RSA)             | Джулія Вінсент                | Джулія Вінсент       |
| чемпіонат світу з водних видів спорту 2023                  | 12    | Швеція (SWE)          | Емілія Нільссон               | Емілія Нільссон      |
| чемпіонат світу з водних видів спорту 2023                  | 12    | США (USA)             | Сара Бейкон                   | Сара Бейкон          |
| чемпіонат світу з водних видів спорту 2023                  | 12    | США (USA)             | Гейлі Ернандес                | Елісон Ґібсон        |
| Європейські ігри 2023                                       | 0     | Н/Д                   | Н/Д                           | Н/Д                  |
| Азійські ігри 2022                                          | 0     | Н/Д                   | Н/Д                           | Н/Д                  |
| Панамериканські ігри 2023                                   | 0     | Н/Д                   | Н/Д                           | Н/Д                  |
| Чемпіонат Океанії зі стрибків у воду 2023                   | 1     | Австралія (AUS)       | Джорджия Шіен                 | Alysha Koloi         |
| Африканський кваліфікаційний турнір зі стрибків у воду 2023 | 1     | Єгипет (EGY)          | Маха Амер                     | Маха Амер            |
| Чемпіонат світу з водних видів спорту 2024                  | 6     | Німеччина (GER)       | Лена Гентшель                 | Лена Гентшель        |
| Чемпіонат світу з водних видів спорту 2024                  | 6     | Велика Британія (GBR) | Грейс Рід                     | Грейс Рід            |
| Чемпіонат світу з водних видів спорту 2024                  | 6     | Японія (JPN)          | Еномото Харука                | Еномото Харука       |
| Чемпіонат світу з водних видів спорту 2024                  | 6     | Мексика (MEX)         | Аранса Васкес                 | Аранса Васкес        |
| Чемпіонат світу з водних видів спорту 2024                  | 6     | Південна Корея (KOR)  | Кім Су Чі                     | Кім Су Чі            |
| Чемпіонат світу з водних видів спорту 2024                  | 6     | Україна (UKR)         | Вікторія Кесарь               | Вікторія Кесарь      |
| Перерозподіл невикористаних квот                            | 8     | Німеччина (GER)       | Саскія Оттінгаус              | Саскія Оттінгаус     |
| Перерозподіл невикористаних квот                            | 8     | Куба (CUB)            | Прісіс Руїс                   | Прісіс Руїс          |
| Перерозподіл невикористаних квот                            | 8     | Іспанія (ESP)         | Марія Папворт                 | Валерія Антоліно     |
| Перерозподіл невикористаних квот                            | 8     | Норвегія (NOR)        | Гелле Туксен                  | Гелле Туксен         |
| Перерозподіл невикористаних квот                            | 8     | Куба (CUB)            | Аніслей Гарсія                | Аніслей Гарсія       |
| Перерозподіл невикористаних квот                            | 8     | Нова Зеландія (NZL)   | Елізабет Руссел               | Елізабет Руссел      |
| Перерозподіл невикористаних квот                            | 8     | Мексика (MEX)         | Алехандра Естудільйо          | Алехандра Естудільйо |
| Перерозподіл невикористаних квот                            | 8     | Малайзія (MAS)        | Нур Дабіта Сабрі              | Нур Дабіта Сабрі     |
| Загалом                                                     | 28    |                       |                               |                      |

### вишка, 10 метрів (жінки)
| Дисципліна                                                  | Місця | Країна                         | Стрибунка, що кваліфікувалася | Заявлена стрибунка      |
| ----------------------------------------------------------- | ----- | ------------------------------ | ----------------------------- | ----------------------- |
| чемпіонат світу з водних видів спорту 2023                  | 12    | Бразилія (BRA)                 | Інгрід де Олівейра            | Інгрід де Олівейра      |
| чемпіонат світу з водних видів спорту 2023                  | 12    | Канада (CAN)                   | Келі Маккей                   | Келі Маккей             |
| чемпіонат світу з водних видів спорту 2023                  | 12    | Китай (CHN)                    | Цюань Хунчань                 | Цюань Хунчань           |
| чемпіонат світу з водних видів спорту 2023                  | 12    | Китай (CHN)                    | Чень Юйсі                     | Чень Юйсі               |
| чемпіонат світу з водних видів спорту 2023                  | 12    | Німеччина (GER)                | Крістіна Вассен               | Крістіна Вассен         |
| чемпіонат світу з водних видів спорту 2023                  | 12    | Німеччина (GER)                | Елена Вассен                  | Пауліне Пфайф           |
| чемпіонат світу з водних видів спорту 2023                  | 12    | Велика Британія (GBR)          | Луїс Тулсон                   | Луїс Тулсон             |
| чемпіонат світу з водних видів спорту 2023                  | 12    | Японія (JPN)                   | Арай Мацурі                   | Арай Мацурі             |
| чемпіонат світу з водних видів спорту 2023                  | 12    | Мексика (MEX)                  | Габріела Агундес              | Габріела Агундес        |
| чемпіонат світу з водних видів спорту 2023                  | 12    | Мексика (MEX)                  | Алехандра Ороско              | Алехандра Ороско        |
| чемпіонат світу з водних видів спорту 2023                  | 12    | Іспанія (ESP)                  | Ана Карвахаль                 | Ана Карвахаль           |
| чемпіонат світу з водних видів спорту 2023                  | 12    | США (USA)                      | Ділейні Шнелл                 | Ділейні Шнелл           |
| Європейські ігри 2023                                       | 1     | Велика Британія (GBR)          | Іден Ченг                     | Андреа Спендоліні-Сіріє |
| Азійські ігри 2022                                          | 0     | Н/Д                            | Н/Д                           | Н/Д                     |
| Панамериканські ігри 2023                                   | 0     | Н/Д                            | Н/Д                           | Н/Д                     |
| Чемпіонат Океанії зі стрибків у воду 2023                   | 1     | Австралія (AUS)                | Нікіта Гейнс                  | Еллі Коул               |
| Африканський кваліфікаційний турнір зі стрибків у воду 2023 | 1     | Єгипет (EGY)                   | Малак Тауфік                  | Малак Тауфік            |
| Чемпіонат світу з водних видів спорту 2024                  | 4     | Австралія (AUS)                | Мелісса Ву                    | Мелісса Ву              |
| Чемпіонат світу з водних видів спорту 2024                  | 4     | Італія (ITA)                   | Сара Джодойн Ді Марія         | Сара Джодойн Ді Марія   |
| Чемпіонат світу з водних видів спорту 2024                  | 4     | Нідерланди (NED)               | Елзе Прастерінк               | Елзе Прастерінк         |
| Чемпіонат світу з водних видів спорту 2024                  | 4     | Північна Корея (PRK)           | Кім Мі Ре                     | Кім Мі Ре               |
| Перерозподіл невикористаних квот                            | 10    | Японія (JPN)                   | Rin Kaneto                    |                         |
| Перерозподіл невикористаних квот                            | 10    | Пуерто-Рико (PUR)              | Мейсі Вієта                   | Мейсі Вієта             |
| Перерозподіл невикористаних квот                            | 10    | Південна Корея (KOR)           | Кім На Хьон                   | Кім На Хьон             |
| Перерозподіл невикористаних квот                            | 10    | Україна (UKR)                  | Софія Лискун                  | Софія Лискун            |
| Перерозподіл невикористаних квот                            | 10    | Італія (ITA)                   | Мая Бігінеллі                 | Мая Бігінеллі           |
| Перерозподіл невикористаних квот                            | 10    | Куба (CUB)                     | Аніслей Гарсія                | Аніслей Гарсія          |
| Перерозподіл невикористаних квот                            | 10    | США (USA)                      | Катріна Янг                   | Дарін Райт              |
| Перерозподіл невикористаних квот                            | 10    | Латвія (LAT)                   | Джея Патріка                  | Джея Патріка            |
| Перерозподіл невикористаних квот                            | 10    | Домініканська Республіка (DOM) | Вікторія Гарса                | Вікторія Гарса          |
| Перерозподіл невикористаних квот                            | 10    | Канада (CAN)                   | Кейт Міллер                   | Кейт Міллер             |
| Перерозподіл невикористаних квот                            | 10    | Ірландія (IRL)                 | К'яра Мак-Ґінґ                | К'яра Мак-Ґінґ          |
| Загалом                                                     | 29    |                                |                               |                         |